# Uwe Jens Lornsen (Schiff)
Die Uwe Jens Lornsen ist ein Vermessungsschiff des Wasserstraßen- und Schifffahrtsamtes Elbe-Nordsee. Reeder des Schiffes ist das Bundesministerium für Digitales und Verkehr.

## Geschichte
Das Schiff wurde von der Fachstelle Maschinenwesen Nord für das damalige Wasser- und Schifffahrtsamt Tönning bestellt. Es wurde 1998/99 unter der Baunummer 3189 vom Werk Berlin der Deutschen Binnenwerften gebaut. Die Kiellegung fand am 20. April 1998, der Stapellauf am 20. Februar 1999 statt. Die Fertigstellung des Schiffes erfolgte im März 1999.
Das Schiff wurde am 30. März 1999 in Dienst gestellt. Es ersetzte ein gleichnamiges Vorgängerschiff. Namensgeber des Schiffes ist der Jurist der dänischen Regierung Uwe Jens Lornsen (1793–1838).
Eingesetzt wird das Schiff im Bereich der Westküste Schleswig-Holsteins und auf der Eider für Tiefen- und Bauwerkspeilungen, Inspektionen und gewässerkundliche Aufgaben eingesetzt.

## Technische Daten und Ausstattung
Das Schiff wird von zwei Sechszylinder-Viertakt-Dieselmotoren des Herstellers MTU Friedrichshafen mit einer Leistung von jeweils 275 kW angetrieben. Die Motoren wirken über Getriebe auf zwei als Twin-Propeller ausgelegte Ruderpropeller. Das Schiff erreicht eine Geschwindigkeit von bis zu 11,5 kn.
Für die Stromversorgung stehen zwei Generatoren mit einer Scheinleistung von jeweils 35 kVA sowie ein Hilfsgenerator mit einer Leistung von 6,6 kW zur Verfügung.
Das Schiff ist mit einem Fächerlotsystem und einem satellitengestützten Ortungssystem (Differential GPS) ausgestattet. Die Vermessungsanlage wird 2015 durch den Typ EM2040C von Kongsberg Maritime ersetzt. Auf dem Achterdeck befindet sich ein Arbeitskran, der u. a. für das Aussetzen des mitgeführten Beibootes genutzt werden kann.